# تيفاني بولارد
تيفاني بولارد (بالإنجليزية: Tiffany Pollard)‏ (من مواليد 6 يناير 1982)، هي شخصية وممثلة تلفزيونية أمريكية، حصلت على الشهرة لأول مرة لمشاركتها في برنامج نكهة الحب (2006-2007) وبرنامج أنا أحب نيويورك (2007-2008)، أطلق عليها مغني الراب فلافور فلاف لقب «نيويورك». وهي معروفة أيضًا بالعامية من خلال لقبها الذي أعلنته بنفسها، "HBIC" خلال برنامج نكهة الحب.

## نُبذة
في عام 2016، شاركت بولارد في الموسم السابع عشرة من برنامج اخ المشاهير الأكبر، وتم إقصاؤها في المركز الرابع. كانت بولارد أيضًا عضوة في فريق العمل التلفزيوني The Next: 15 لعام 2016، كانت هي ووالدتها أعضاء رئيسيين في الموسم الأولى من برنامج العلاج الأسري مع الدكتورة جين (2016). ظهرت بولارد أيضًا في الموسم الثاني من برنامج واقعي على قناة E! مشهور واحد (2016-2017).

## روابط خارجية
- تيفاني بولارد على موقع IMDb (الإنجليزية)
- تيفاني بولارد على موقع ألو سيني (الفرنسية)
- تيفاني بولارد على موقع ميوزك برينز (الإنجليزية)
- تيفاني بولارد على موقع أول موفي (الإنجليزية)
- تيفاني بولارد على موقع إن إن دي بي (الإنجليزية)
- تيفاني بولارد على موقع قاعدة بيانات الفيلم (الإنجليزية)
- تيفاني بولارد على موقع كينوبويسك (الروسية)
- tiffanypollard على تويتر.
- تيفاني بولارد  على فيسبوك.
- Tiffany Pollard في قاعدة بيانات الأفلام على الإنترنت